# Špiljani
Špiljani (Servisch cyrillisch Шпиљани) is een plaats in de Servische gemeente Tutin. De plaats telt 223 inwoners (2002).